# Elattoneura caesia
Elattoneura caesia – gatunek ważki z rodziny pióronogowatych (Platycnemididae). Narażony na wyginięcie; występuje endemicznie na Sri Lance, głównie w strefie wilgotnej.